# Pleasant Hill (Missouri)
Pleasant Hill est une ville du comté de Cass, dans le Missouri, aux États-Unis,. Située au nord du comté, elle est créée dans en 1844 et incorporée en 1859.

## Démographie
Lors du recensement de 2010, la ville comptait une population de 8 113 habitants. Elle est estimée, en 2016, à 8 444 habitants.

## Source de la traduction
- (en) Cet article est partiellement ou en totalité issu de l’article de Wikipédia en anglais intitulé « Pleasant Hill, Missouri » (voir la liste des auteurs).